# جوتفاس
جوتفاس (به هلندی: Jutphaas) یک منطقهٔ مسکونی در هلند است که در نیووه‌خین واقع شده‌است.